# Пастбищный хребет
Па́стбищный хребе́т — горный хребет на Кавказе, вторая передовая гряда северного склона системы Большого Кавказа (горная страна — Кавказские горы, регион — Северный Кавказ). Представляет собой прерывистые горные гребни, тянущиеся параллельно Главному Кавказскому хребту, от бассейнов рек Псебепс, до бассейна реки Сулак (ориентировочное направление: запад-северо-запад — восток-юго-восток). Находится полностью в России, протянувшись по территориям Краснодарского края, Адыгеи, Карачаево-Черкесии, Ставропольского края, Кабардино-Балкарии, Северной Осетии, Ингушетии, Чечни и Дагестана.
В орографической систематике периода Российской империи, охватывался оронимом Чёрные горы, наряду с тянущимися параллельно ему южнее Скалистым и, параллельно севернее, Лесистым хребтами. В советское время именовался Чёрными горами только совместно с Лесистым хребтом (иногда Чёрными горами называют вообще только Лесистый хребет). Согласно современным географическим представлениям, является самостоятельной орографической единицей.

## Основные сведения
Пастбищный хребет тянется параллельно Главному Кавказскому хребту от бассейна реки Псебепс (левого притока Кубани), до бассейна реки Сулак (ориентировочное направление: запад-северо-запад — восток-юго-восток). Параллельно Пастбищному хребту к югу расположен Скалистый хребет, тянущийся вдоль всего Пастбищного хребта; также параллельно, но к северу, вдоль некоторых участков Пастбищного хребта расположен Лесистый хребет.
Два передовых северных хребта — Скалистый и Пастбищный  — достаточно чётко выражены в рельефе горной системы Большого Кавказа. Третий, самый северный - Лесистый на многих участках практически не выражен. Они не несут современного оледенения и от остальных горных гребней отличаются высотой: Скалистый значительно ниже Главного Кавказского хребта, Пастбищный ниже Скалистого, а Лесистый ниже Пастбищного. С западной оконечности хребтов до бассейна реки Ардон, они представляют собой куэсты, характерной особенностью которых является асимметричность — хребты полого спускаются к северу и круто обрываются к югу. Северные склоны хребтов имеют вид несильно наклоненных плато с холмистой пересечённой местностью. Восточнее бассейна Ардона строение этих трёх передовых хребтов сложнее — здесь начинается куэстово-складчатая область:

«… надвиги и складчатость настолько нарушают моноклинальную структуру, что указанные хребты следует рассматривать не как структурные формы рельефа типа куэст, а как структурно-тектонические»
— Н. А. Гвоздецкий, 1954 год.
.

## Основные характеристики
Протяжённость хребта составляет 755 км, максимальная высота — 2430 м. Характерен куэстовый характер гряд. Сложен верхнемеловыми известняками. На склонах и плоских вершинах — горные степи и луга, которые используются как пастбища (отсюда название хребта). К системе Пастбищного хребта относятся Боргустанский и Джинальский хребты в окрестностях Кисловодска.
| Разбивка хребта на бассейны рек | Длина хребта на участке | Средняя высота | Высшая точка | Высшая точка | Высшая точка               | Некоторые прочие вершины | Некоторые прочие вершины | Некоторые прочие вершины |
| З—С—З ↖                         |                         |                |              |              |                            |                          |                          |                          |
| Псебепс                         | 25 км                   | 140 м          | 188 м        | [ ~ 1 ]      | без названия               |                          |                          |                          |
| Адагум                          | 45 км                   | 180 м          | 213 м        | [ ~ 3 ]      | Бугор Бугасов              |                          |                          |                          |
| Хабль-Убинка                    | 21 км                   | 380 м          | 745 м        | [ ~ 5 ]      | Собер-Баш                  |                          |                          |                          |
| Афипс-Шебш                      | 39 км                   | 360 м          | 491 м        | [ ~ 8 ]      | без названия (хребет Пшаф) |                          |                          |                          |
| Псекупс                         | 33 км                   | 450 м          | 528 м        | [ ~ 10 ]     | без названия (хребет Котх) |                          |                          |                          |
| Пшиш                            | 25 км                   | 480 м          | 574 м        | [ ~ 12 ]     | без названия               |                          |                          |                          |
| Пшеха                           | 28 км                   | 510 м          | 725 м        | [ ~ 14 ]     | Белая                      |                          |                          |                          |
| Белая                           | 42 км                   | 770 м          | 992 м        | [ ~ 17 ]     | Физиабго                   |                          |                          |                          |
| Лаба                            | 70 км                   | 910 м          | 1211 м       | [ ~ 20 ]     | Крейдянка                  | 1217,6                   | [ ~ 22 ]                 | Байбарис                 |
| Уруп                            | 23 км                   | 1000 м         | 1178 м       | [ ~ 25 ]     | Круглик                    |                          |                          |                          |
| Большой Зеленчук                | 12 км                   | 1150 м         | 1223 м       | [ ~ 28 ]     | Крейда                     |                          |                          |                          |
| Малый Зеленчук                  | 15 км                   | 1180 м         | 1297 м       | [ ~ 31 ]     | Эльбурган-Ахуа             |                          |                          |                          |
| Кубань (верховья)               | 30 км                   | 1170 м         | 1535 м       | [ ~ 34 ]     | Гусчаджи/Джегонас          |                          |                          |                          |
| Кума                            | 60 км                   | 1360 м         | 1541 м       |              | Верхний Джинал             |                          |                          |                          |
| Малка-Баксан                    | 50 км                   | 1360 м         | 1750 м       |              | Бруколбаш                  |                          |                          |                          |
| Чегем                           | 22 км                   | 1540 м         | 2151 м       |              | Баштюз                     |                          |                          |                          |
| Черек                           | 18 км                   | 1160 м         | 1326 м       | [ ~ 36 ]     | Издара                     |                          |                          |                          |
| Урух                            | 20 км                   | 1230 м         | 1470 м       |              | Сурх                       |                          |                          |                          |
| Ардон                           | 24 км                   | 1430 м         | 1818 м       |              | Бахты-Лапарыдаг            |                          |                          |                          |
| Гизельдон-Камбилеевка           | 23 км                   | 1450 м         | 1745 м       | [ ~ 38 ]     | Фетхуз                     |                          |                          |                          |
| Сунжа                           | 38 км                   | 2120 м         | 2410 м       |              | Еккыркорт                  |                          |                          |                          |
| Аргун                           | 42 км                   | 2030 м         | 2430 м       |              | без названия               |                          |                          |                          |
| Аксай-Акташ                     | 20 км                   | 2060 м         | 2293 м       |              | Цанта                      |                          |                          |                          |
| Сулак                           | 30 км                   | 1090 м         | 2206 м       | [ ~ 40 ]     | Саласу                     |                          |                          |                          |
| ↘ В—Ю—В                         |                         |                |              |              |                            |                          |                          |                          |

## Иллюстрации

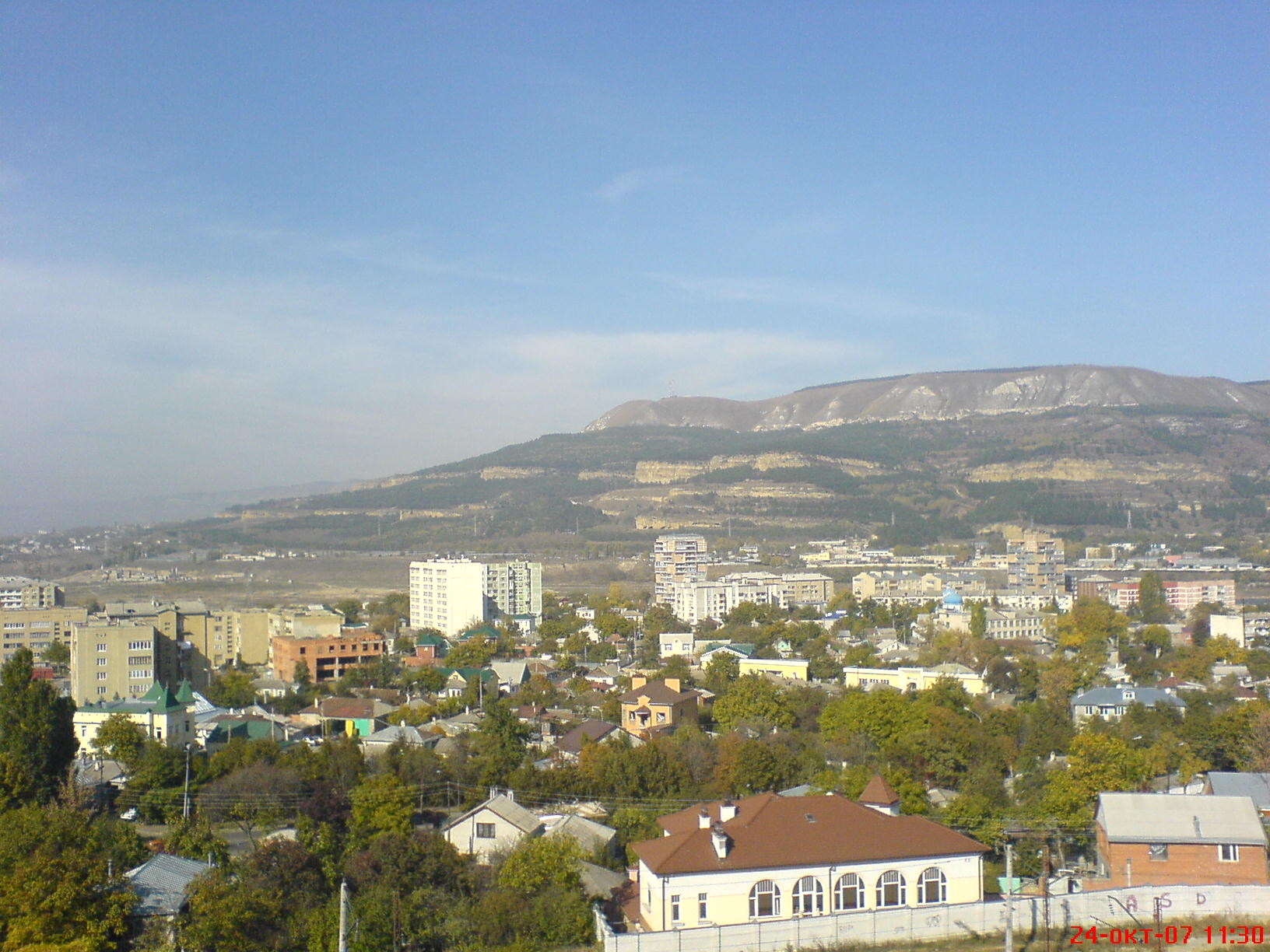
Боргустанский хребет. Вид с из г. Кисловодск (ул. Калинина)
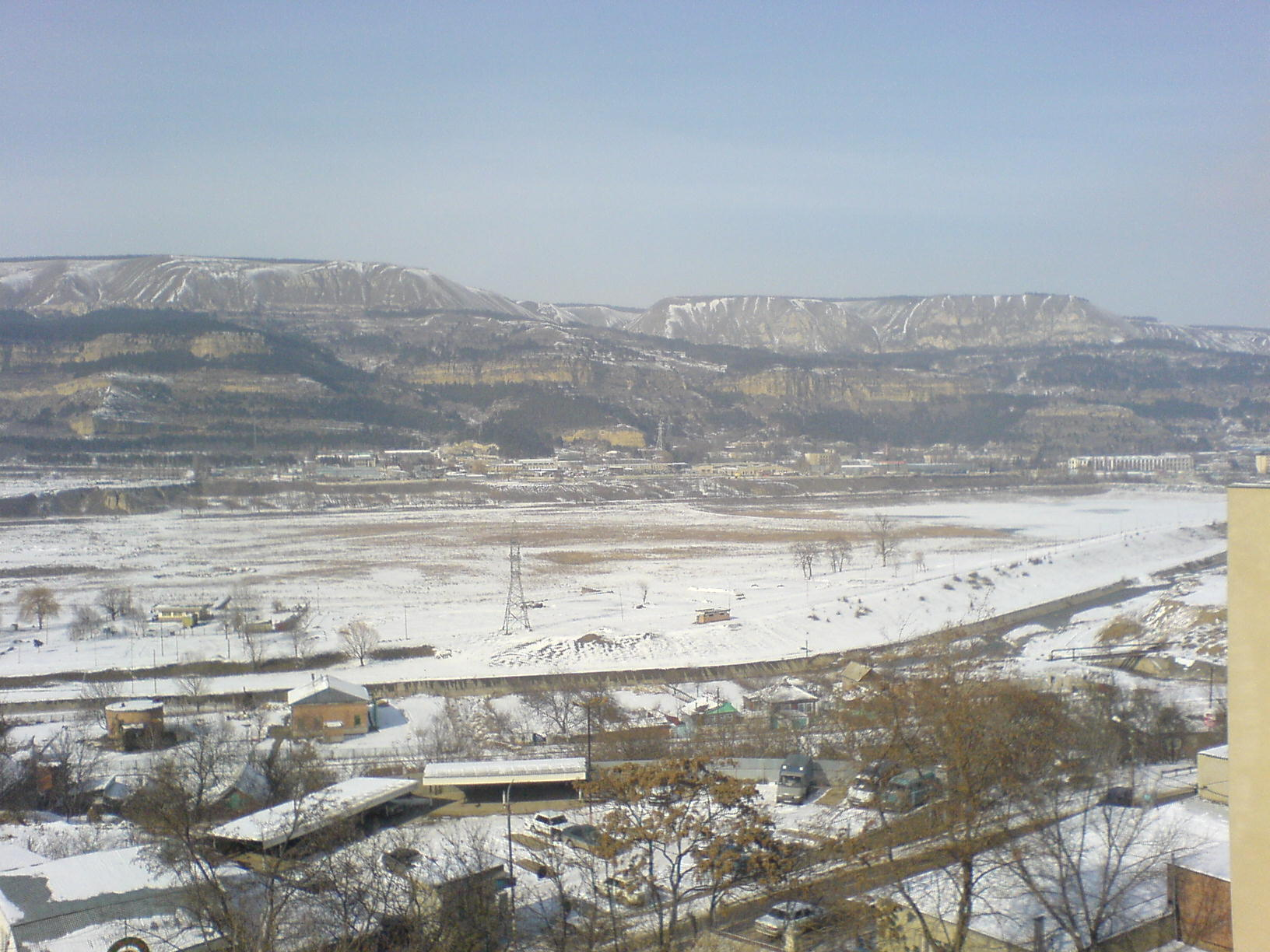
Боргустанский хребет зимой, вид с из г. Кисловодск (ул. Красивая)
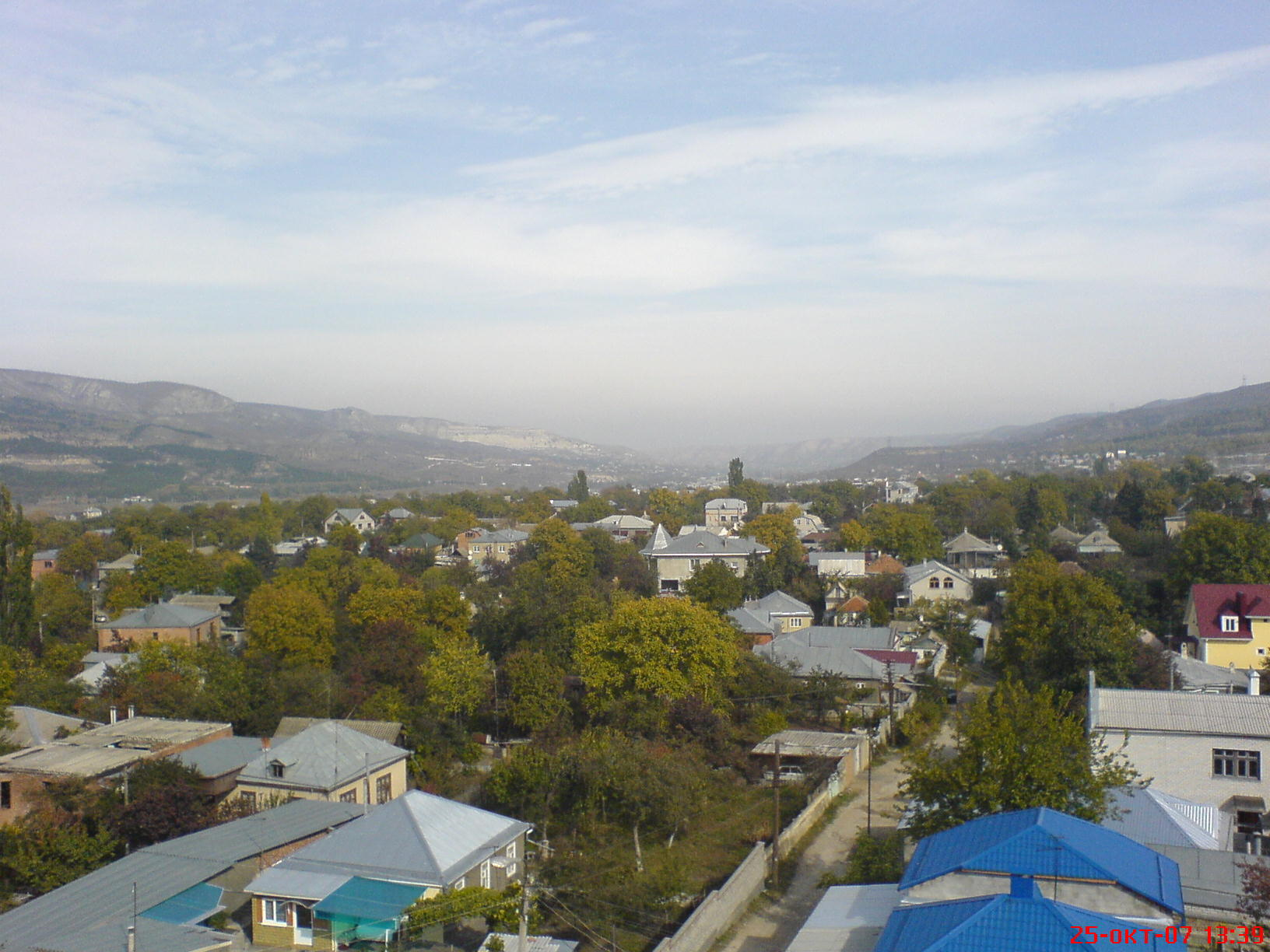
Ущелье р. Подкумок, слева Боргустанский хребет, справа Джинальский. Вид с из г. Кисловодск (ул. Калинина)
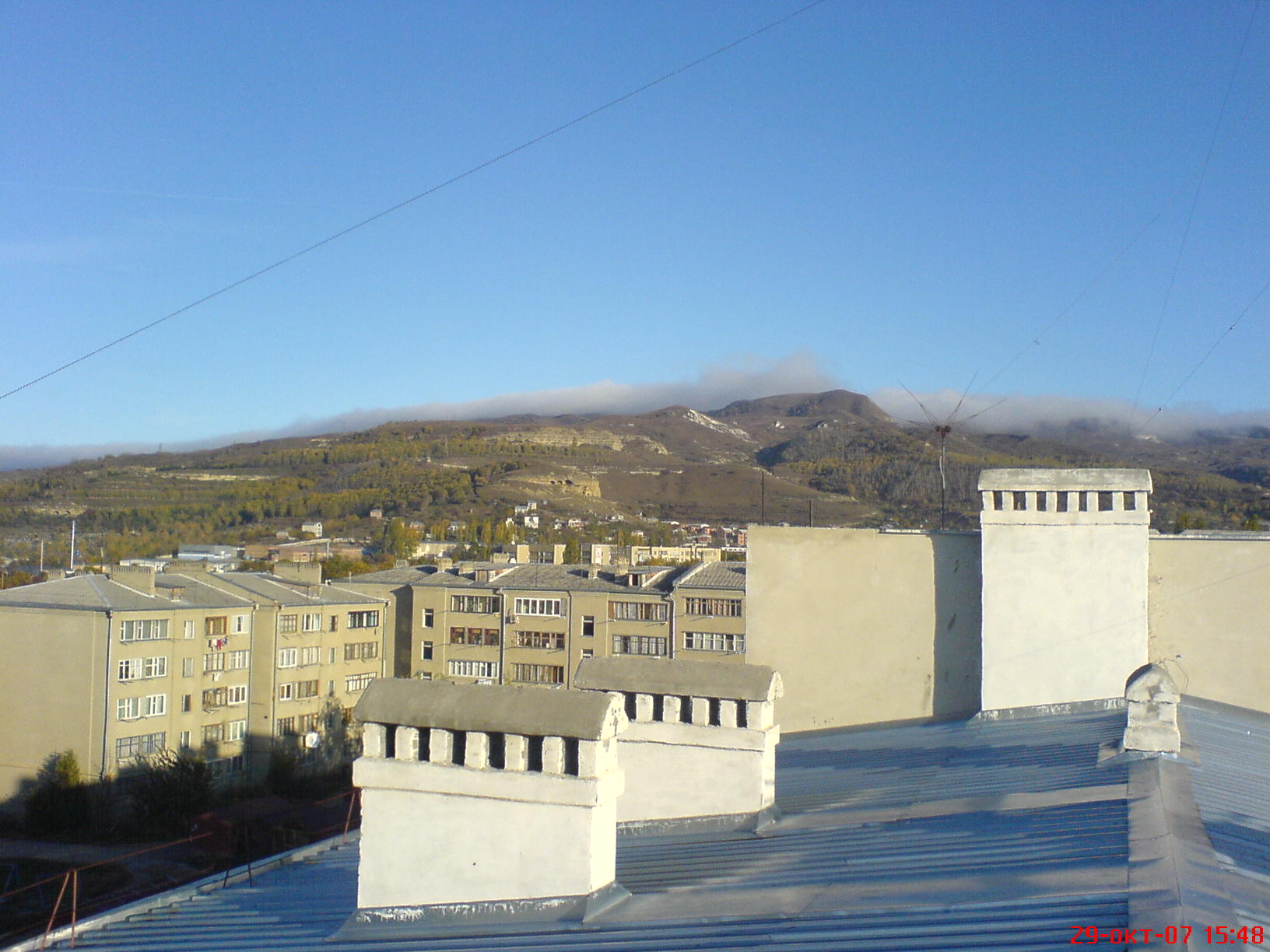
г. Кабан, Джинальский хребет, вид с из г. Кисловодск (ул. Калинина)
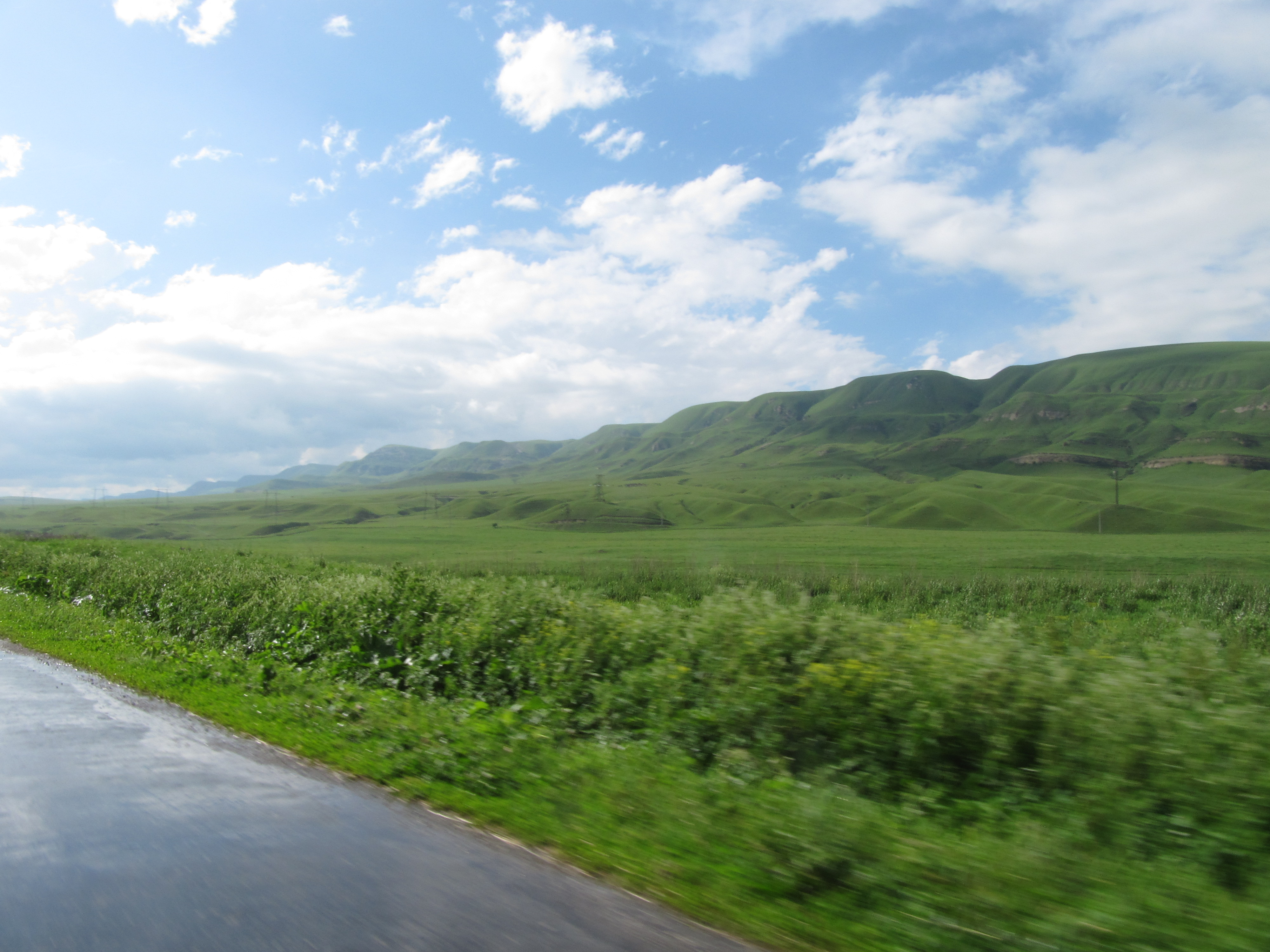
Пастбищный хребет в районе селения Сармаково (КБР, ущелье р. Малка)
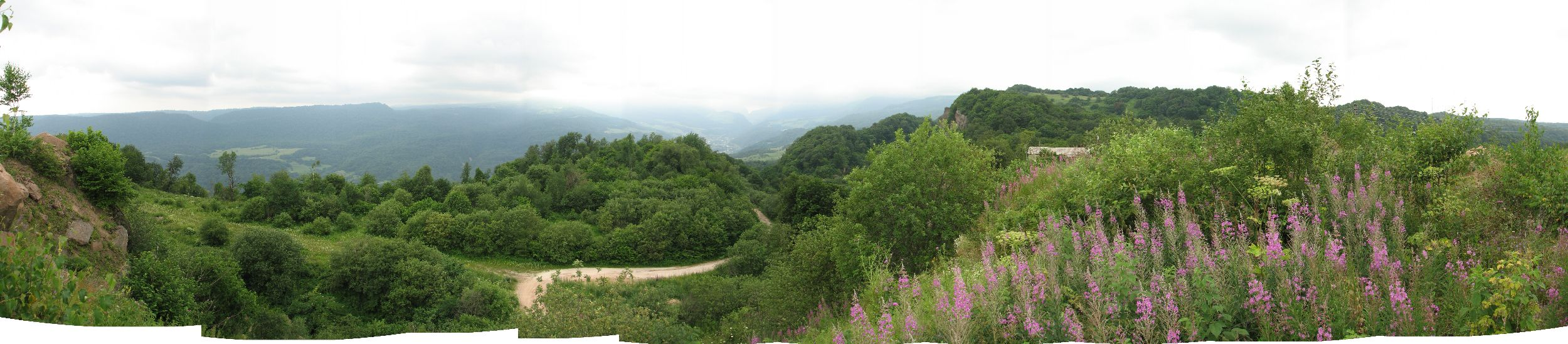
Вид с г. Лечинкай (КБР, ущелье р. Черек)
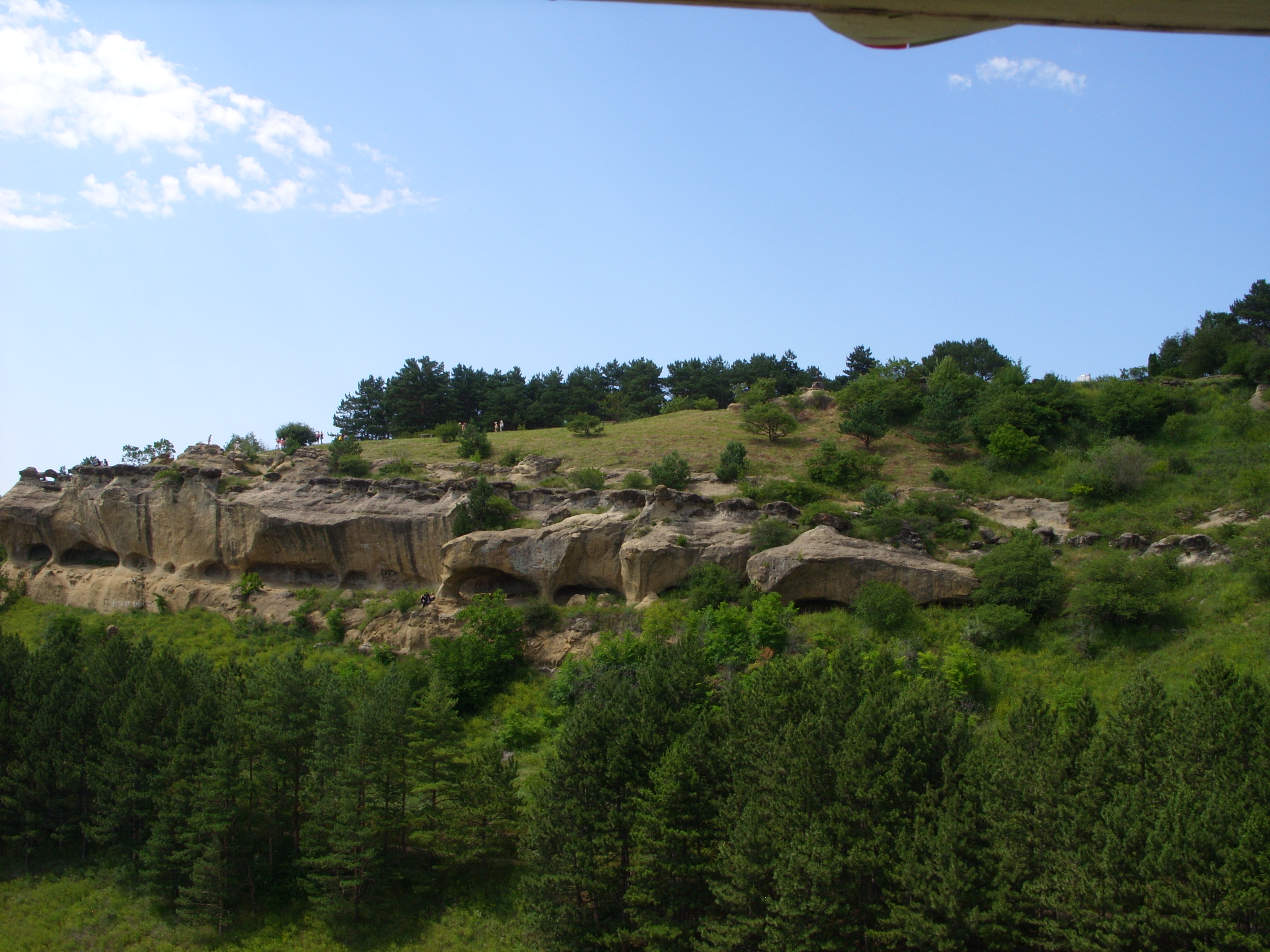
Склон Джинальского хребта в черте Кисловодска

## Карты
- Карты Генерального штаба СССР (система координат 1940 г., БСВ). — Масштаб: в 1 см 2 км (1:200 000), в 1 см 1 км (1:100 000) и в 1 см 500 м (1:50 000); состояние местности на 1981-1988 гг. — Изданы с оригинала ГУГК СССР, 1979-1990. — (составлены по карте масштаба 1:50 000, созданной по материалам съёмки 1945-1960 гг. и исправлены по карте масштаба 1:50 000, обновлённой в 1975-1988 гг.).
- Карты ФГУП «Государственного научно-внедренческого центра геоинформационных систем и технологий» («Госгисцентр»). — Масштаб: в 1 см 2 км (1:200 000), в 1 см 1 км (1:100 000), в 1 см 500 м (1:50 000), в 1 см 250 м (1:25 000). — М., 2001.
- Пятиверстная карта Кавказского края = Пятиверстная карта Кавказскаго края. — Масштаб: в 1 см ок. 2,1 км = в 1 англ. дюйме 5 вёрст (1:210 000). — Тифлис: Составлена и литографирована в военно-топографическом отделе Кавказского военного округа, 1869 — по 1930-е гг.